# Идвор (слатинско станиште)
Слатине у околини села Идвор представљају слатинска станишта, природно богатство велике вредности. Ова станишта се налазе на Директиви о стаништима Европске уније као станишта која захтевају неодложиву и приоритетну заштиту због велике угрожености и огромних ботаничких вредности.

## Слатине
Слатине или слана земљишта су земљишта која се налазе под утицајем алкалних соли и у којима је натријум одлучујући фактор. Слатине су хидро-халогене творевине, и у њиховом стварању прва улога припада води и солима. Слатине су земљишта која су услед процеса засољавања и алкализације, односно расољавања и деалкализације, изменила више или мање своје првобитне особине.

## Положај
Слатинска станишта се налазе у околини села Идвор. Идвор је насеље у Србији у општини Ковачици у Јужнобанатском округу. 

## Биљни свет
Од биљног света заступљене су степске и слатинске врсте биљака. Под слатинским биљкама подразумевају се халофитне врсте биљака које могу да толеришу услове високе концентрације соли. То су заштићене и строго заштићене врсте биљака, као што је Camphorosma annua (камфорика), Arthemisia santonicum (слатински пелин)

## Фактори угрожавања
Фактори који могу да угрозе ово станиште су фрагментација, маргинални утицаји, антропогени утицаји и деградација.
Што се тиче антропогеног утицаја, данас су на овом природном добру све разноврсније делатности које директно или индиректно угрожавају опстанак природних реткости и укупне природне вредности подручја. Добар део природних екосистема човек је до данас, поступно уништавао у циљу добијања пољопривредних површина. Предео је нарушен првенствено због претварања слатинских станишта у њиве.
У околини Идвора, на слатинским стаништима примећен је велики антропогени утицај. На слатинским стаништима, које иначе пољопривредници смтарају за веома неплодна тла, не сагледавајући њихову огромну природну вредност, формирају мини депоније на којима се одлаже смеће.

## Галерија
- Камилица
- Камфорика - млади изданци
- Слатински пелин
- Слатинско станиште са угрожавајућим факторима
- Мини депонија на слатини у Идвору